# Чемпіонат Швейцарії з хокею 1979
Чемпіонат Швейцарії з хокею 1979 — 68-й чемпіонат Швейцарії з хокею (Національна ліга А). Чемпіонат пройшов за формулою минулих чемпіонатів, команди зіграли між собою по 4 матчі. За підсумками чотирьох кіл виявили чемпіона, СК «Берн» (6 титул). НЛА покинув ХК «Сьєр», який вибув до НЛБ.

## Підсумкова таблиця
| М  | Команда        | І  | Пер | Н | Пор | ШЗ  | ШП  | О  |
| -- | -------------- | -- | --- | - | --- | --- | --- | -- |
| 1. | СК «Берн»      | 28 | 17  | 6 | 5   | 138 | 85  | 40 |
| 2. | ХК «Біль»      | 28 | 16  | 3 | 9   | 136 | 102 | 35 |
| 3. | ХК «Лангнау»   | 28 | 16  | 2 | 10  | 115 | 107 | 34 |
| 4. | ХК «Клотен»    | 28 | 14  | 2 | 12  | 131 | 106 | 30 |
| 5. | ХК «Лозанна»   | 28 | 11  | 3 | 14  | 113 | 137 | 25 |
| 6. | ХК «Ароза»     | 28 | 10  | 4 | 14  | 100 | 114 | 24 |
| 7. | «Ла Шо-де-Фон» | 28 | 11  | 2 | 15  | 102 | 121 | 24 |
| 8. | ХК «Сьєр»      | 28 | 5   | 2 | 21  | 85  | 148 | 12 |

## Чемпіонський склад СК «Берн»
- Воротарі: Роланд Гербер, Даніель Гірт, Юрг Яггі
- Захисники: Ладіслав Беначка, Юрг Біглер, Улі Гофман, Біт Кауфманн, Г'юґо Лойенбергер, Андреас Гюртнер
- Нападники: Роланд Делльспергер, Ріккардо Фюрер, Ренцо Гольцер, Ярмо Койвунен, Семюел Лапперт, Серж Мартель, Рольф Мойслі, Лаурі Мононен, Юрг Шнеебергер, Бернард Віст, Бруно Віттвер, Фріц Вісс, Бруно Захнд
- Головний тренер: Ксавер Унзінн

## Найкращі бомбардири
1. Жерар Дюбі (ХК «Лозанна») - 48 очок (19+29)
2. Річмонд Госллен (ХК «Біль») — 46 очок (27+19)
3. Бруно Віттвер (СК «Берн») - 43 очка (20+23)